# Current Boards
Current boards — как заявляют сами организаторы — первый Российский серийный бренд сноубордов, вейкбордов и лонгбордов.

## История появления
История бренда начинается в октябре 2014 года, когда произошла встреча его основателей, Кольчугина Сергея и Эльдара Галимова. К этому моменту каждый из них уже делал первые шаги в данном направлении, Эльдар экспериментировал со смолами и деревом для создания сноуборда, а Сергей в гараже мастерил простейшие лонгборды и балансборды. В начале ноября было принято решение действовать и развиваться сообща.
В конце декабря 2014 года появляется первый тестовый детский сноуборд, а в апреле 2015, к концу сезона, были презентованы две полноценные взрослые доски, которые, по словам многих райдеров либо на уровне либо превосходят именитые бренды.
Дмитрий Пашков (инструктор категории В): "Тест-борд отлично держал и резал карвинговую дугу на этом размякшем склоне даже на большой скорости. Доходило до того, что снежная каша со скоростью света катапультировалась с ботинка (он чуть выступал за кант) мне в ногу и безжалостно мочил её. Это очень забавно – быть обстрелянным собственным башмаком =))), борд при этом устойчиво держал и совсем не хотел меня ронять (что успешно делал до этого батальен Омни).

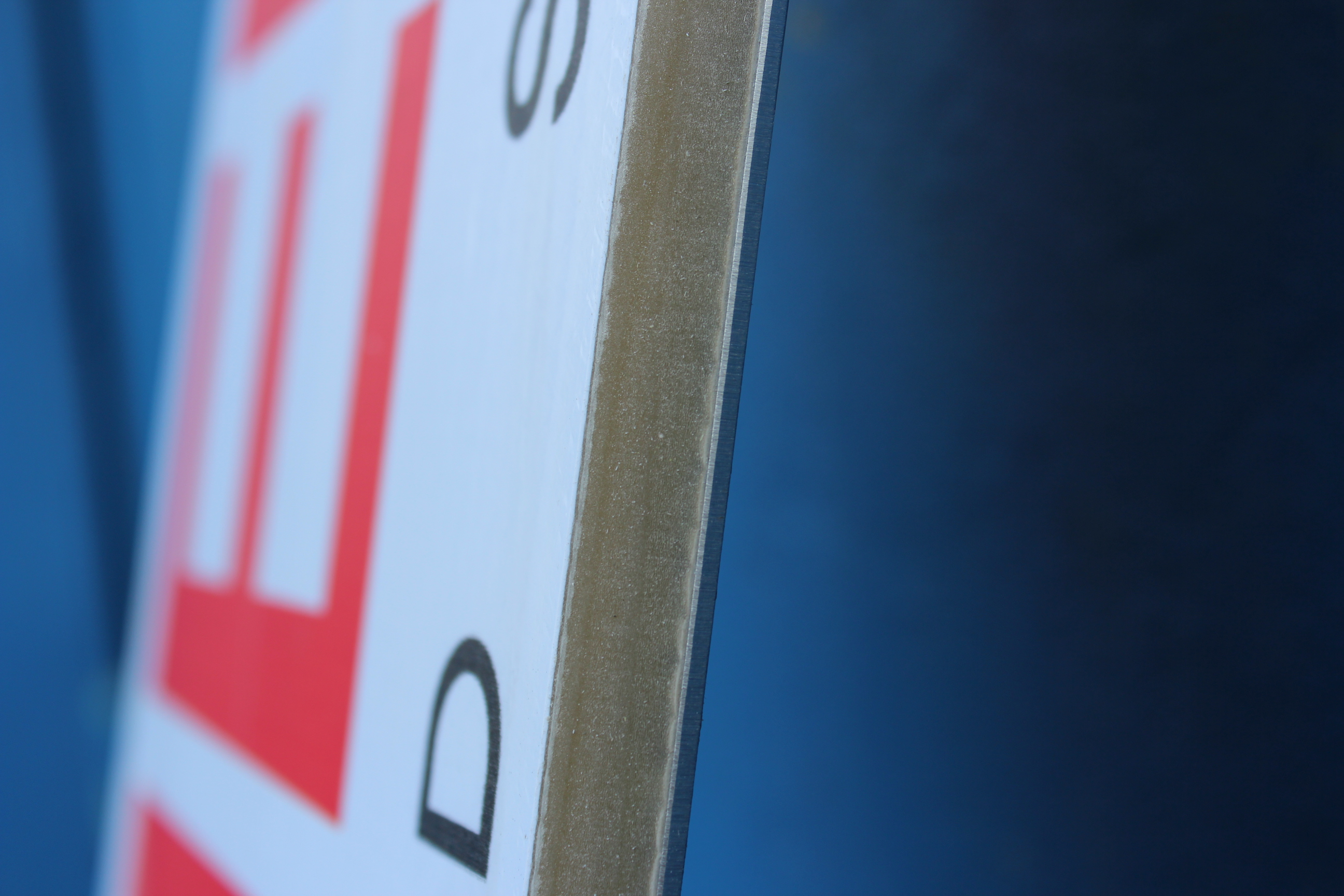
Сноуборд Current
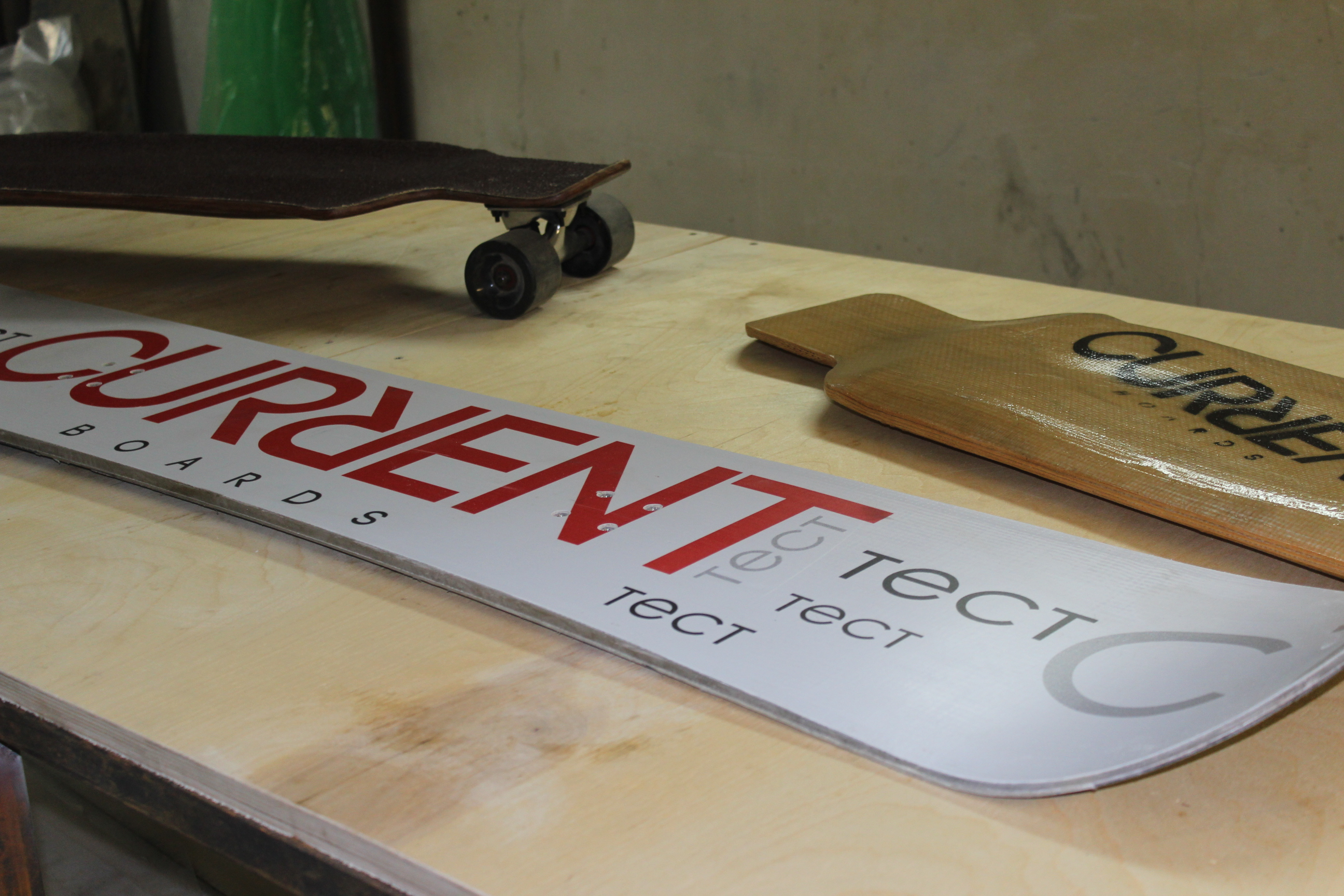
Сноуборд Current
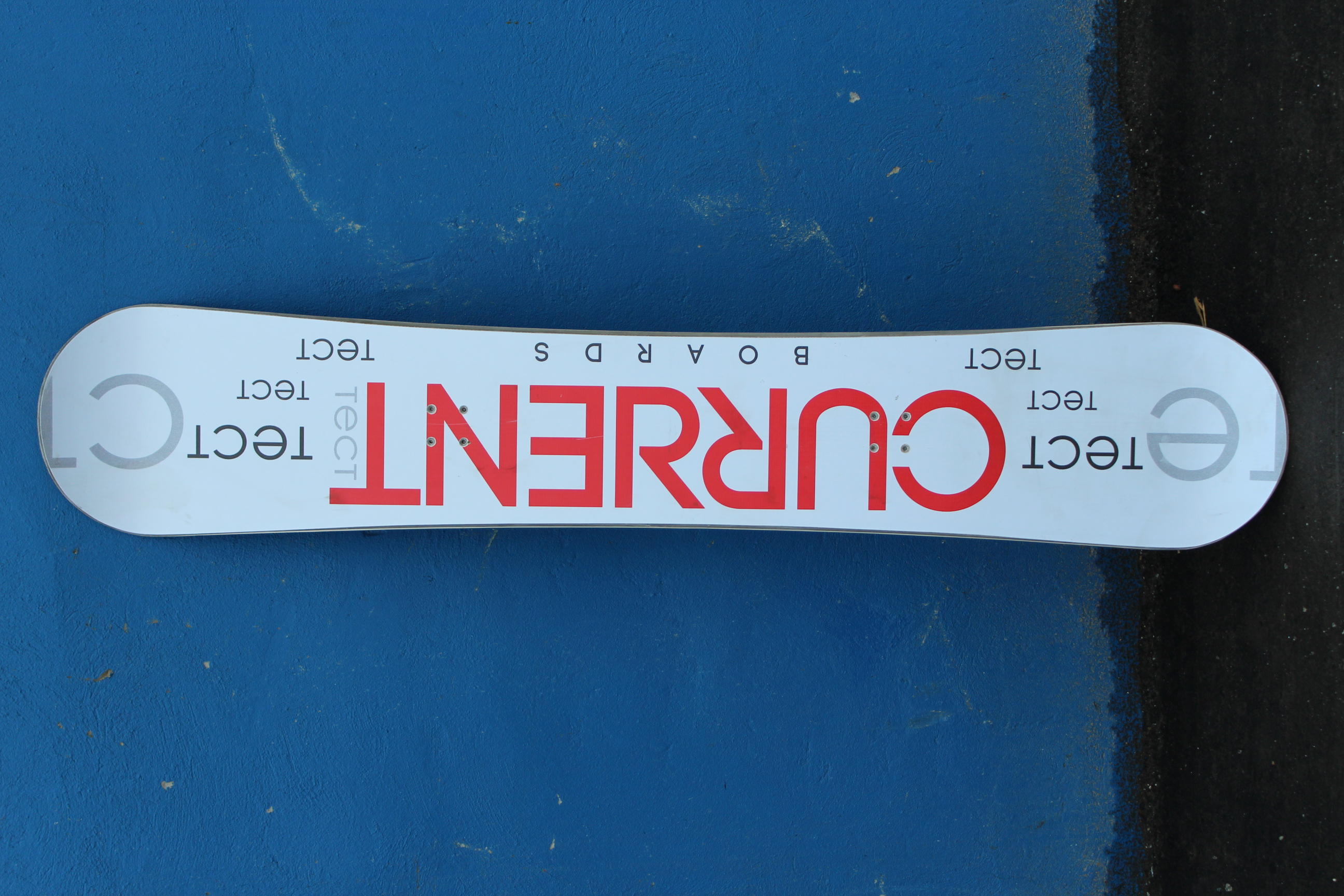
Сноуборд Current

В мае 2015 года появляется уже летняя линейка досок (лонгборды и вейкборды), которые также встречают одобрение у спортсменов
про вейкборды: Александр Крылов (тренер батутного центра "Прорыв" и вейкпарка "Рамада"): "фигуры как по маслу, по зарезке - резко, канальчики добавить, все, это будет бомба...".

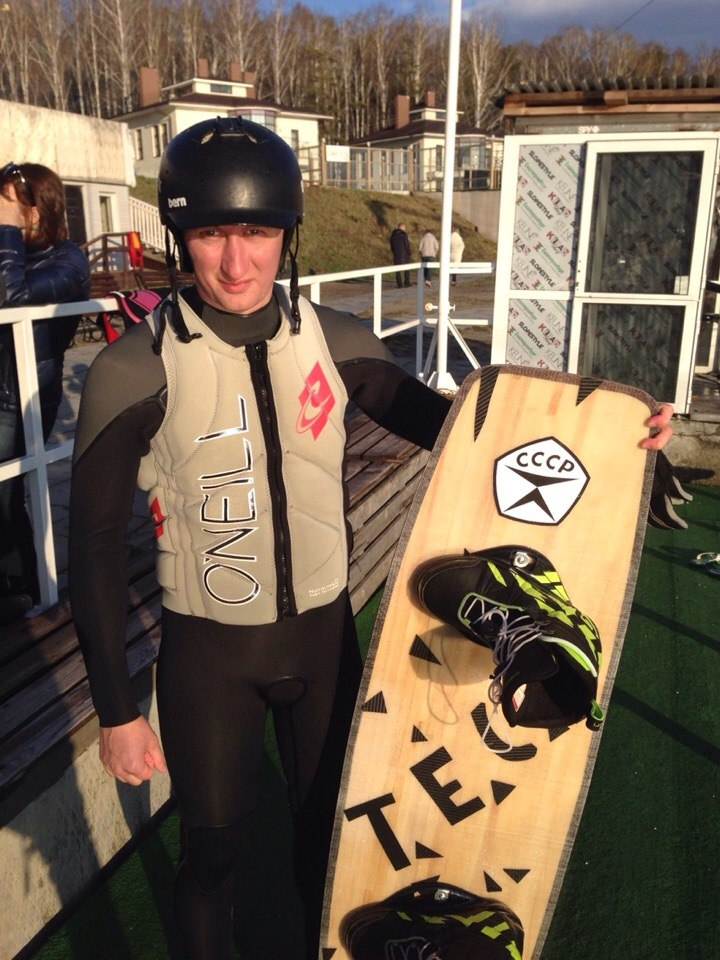
Вейкборд Current
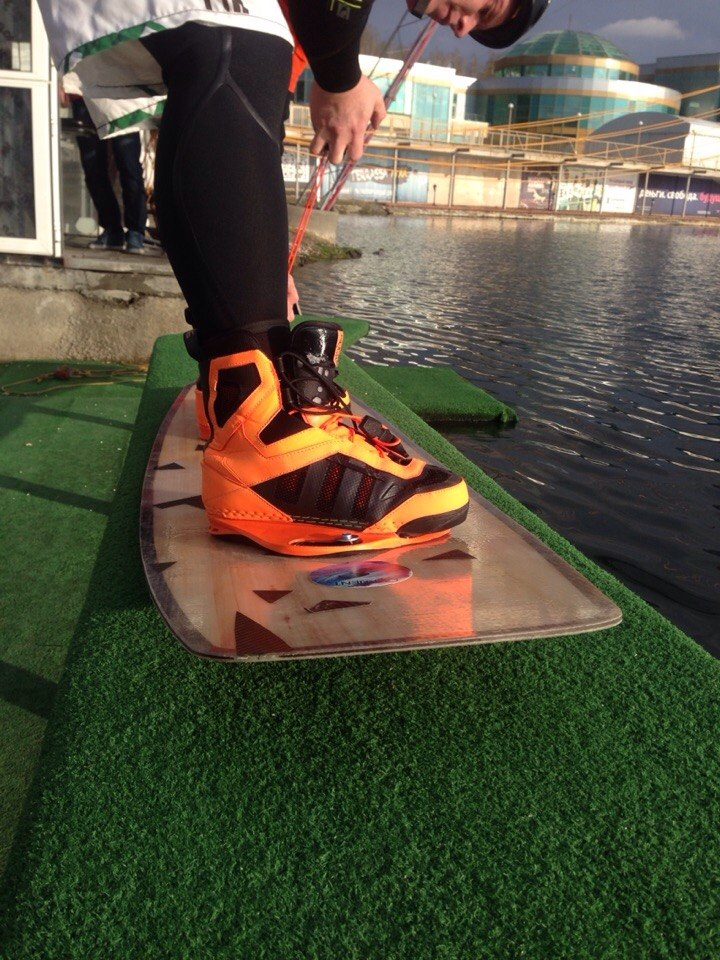
Вейкборд Current
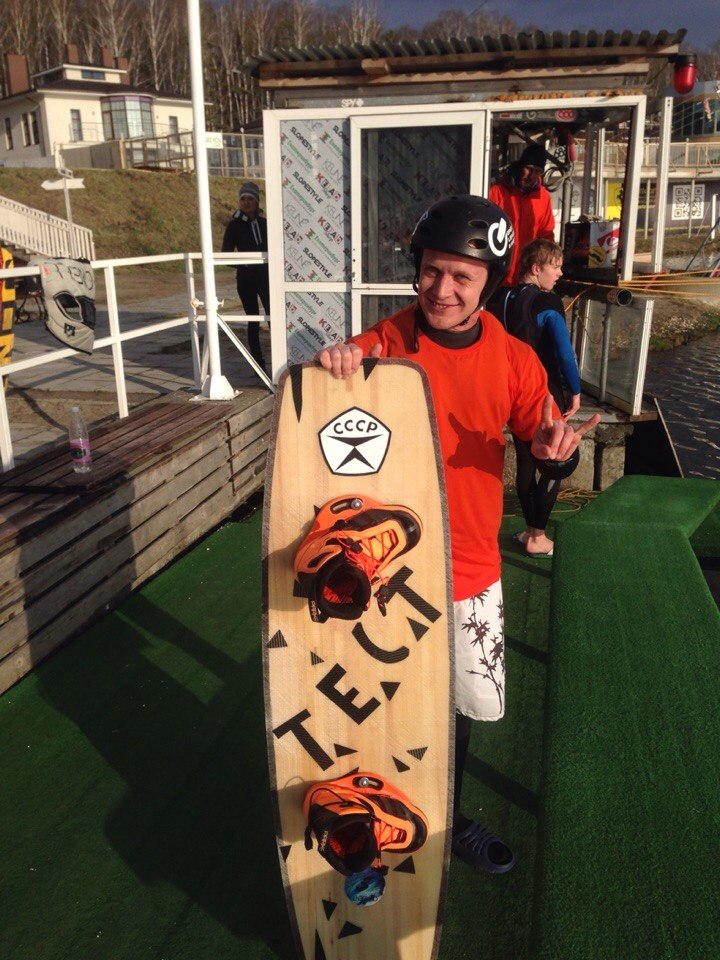
Вейкборд Current

про лонги: Илья (ShotGun)(Организатор движения ProLongboard):"В целом круизёрить на тестовой деке понравилось, пампится легко. В слайды ходит на ура. Закуса колёс нет."

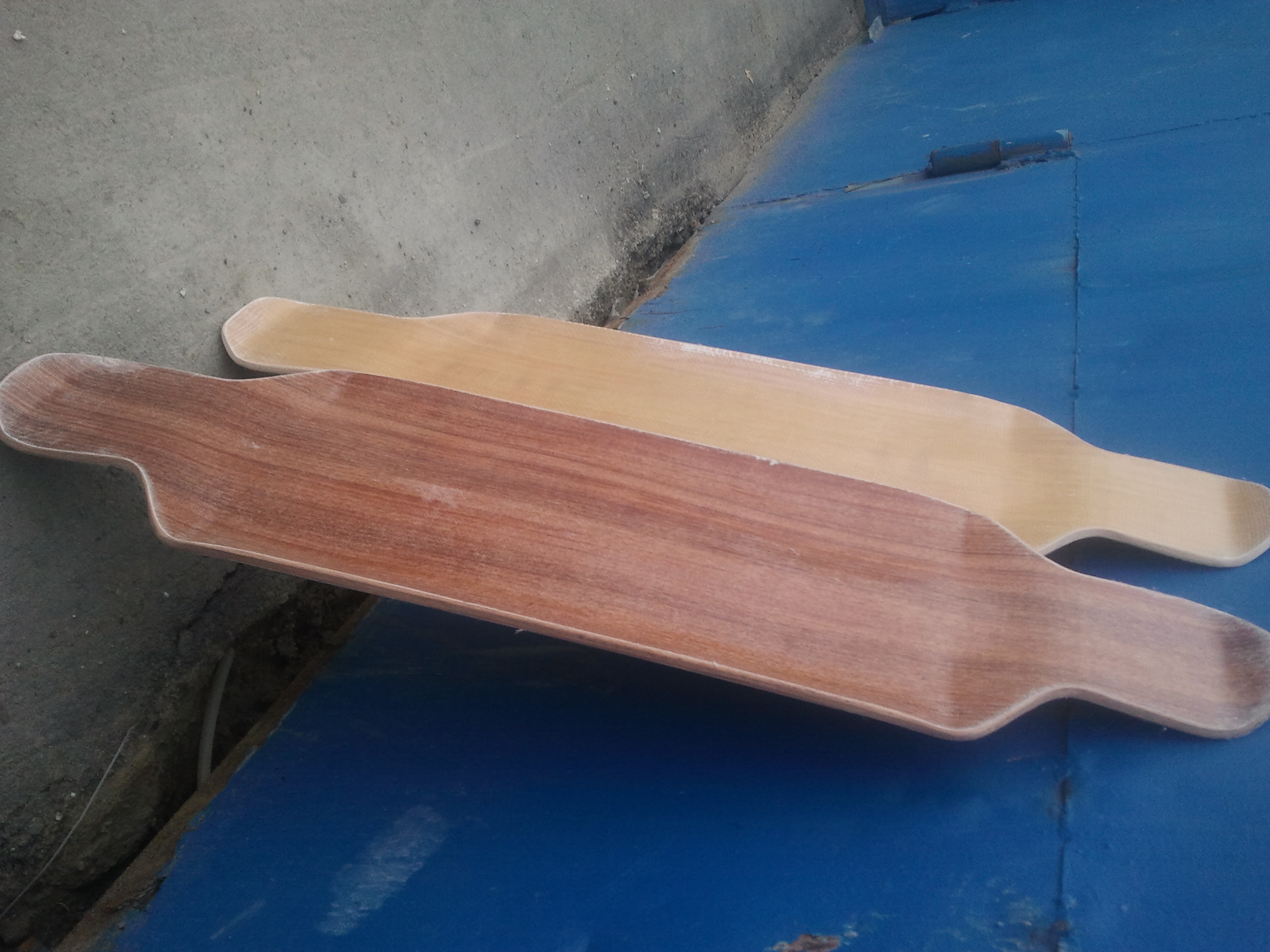
лонгборд Current
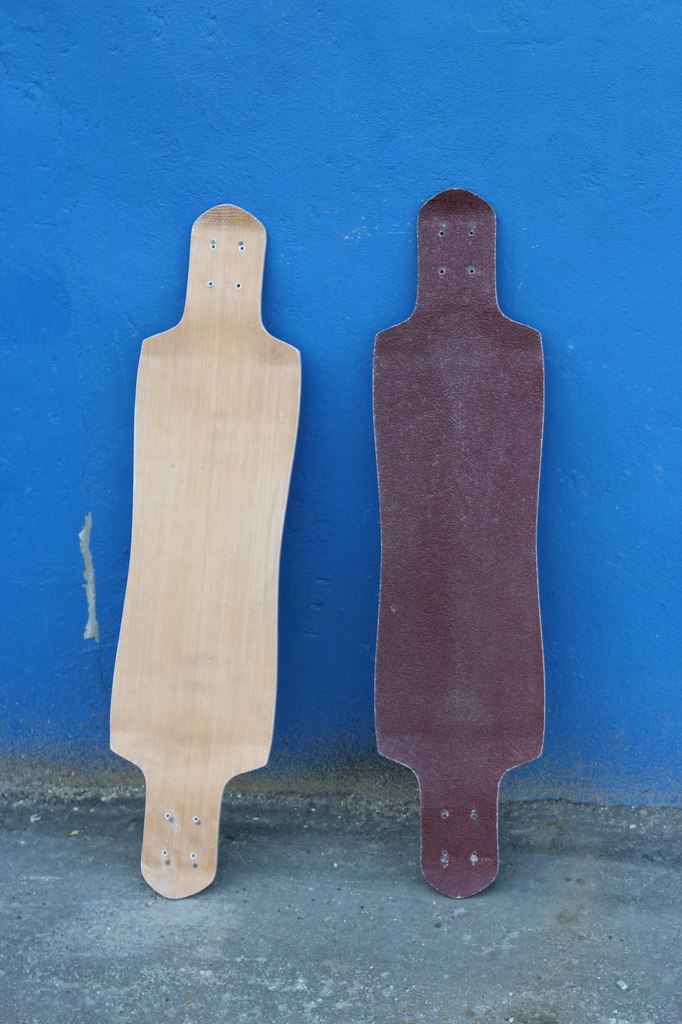
лонгборд Current

## Собственные разработки
Current boards совместно с батутным центром «Прорыв» была разработана тренировочная доска специально для батута, которая получила название shortboard.

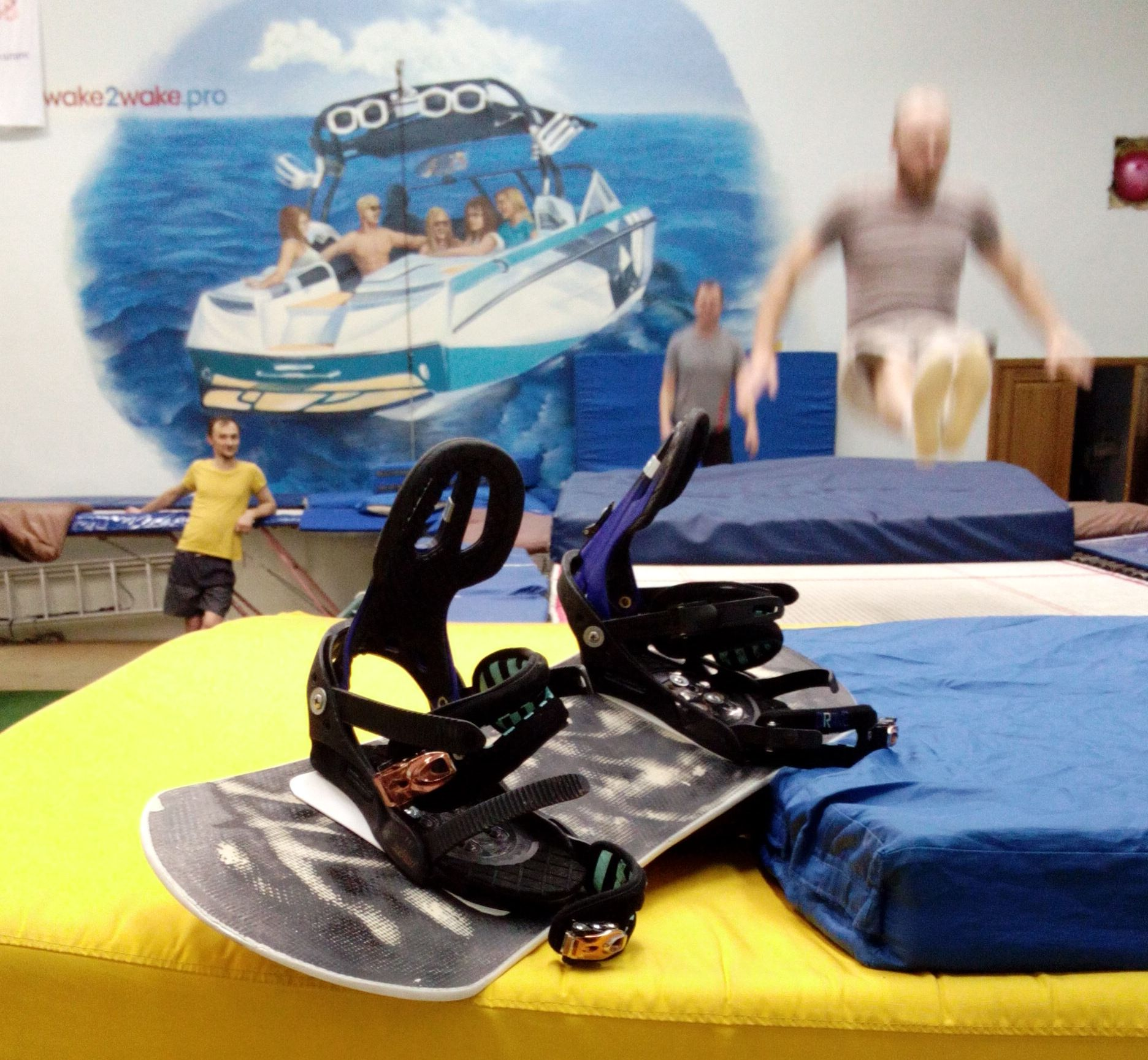
Current shortboard(доска для батута)
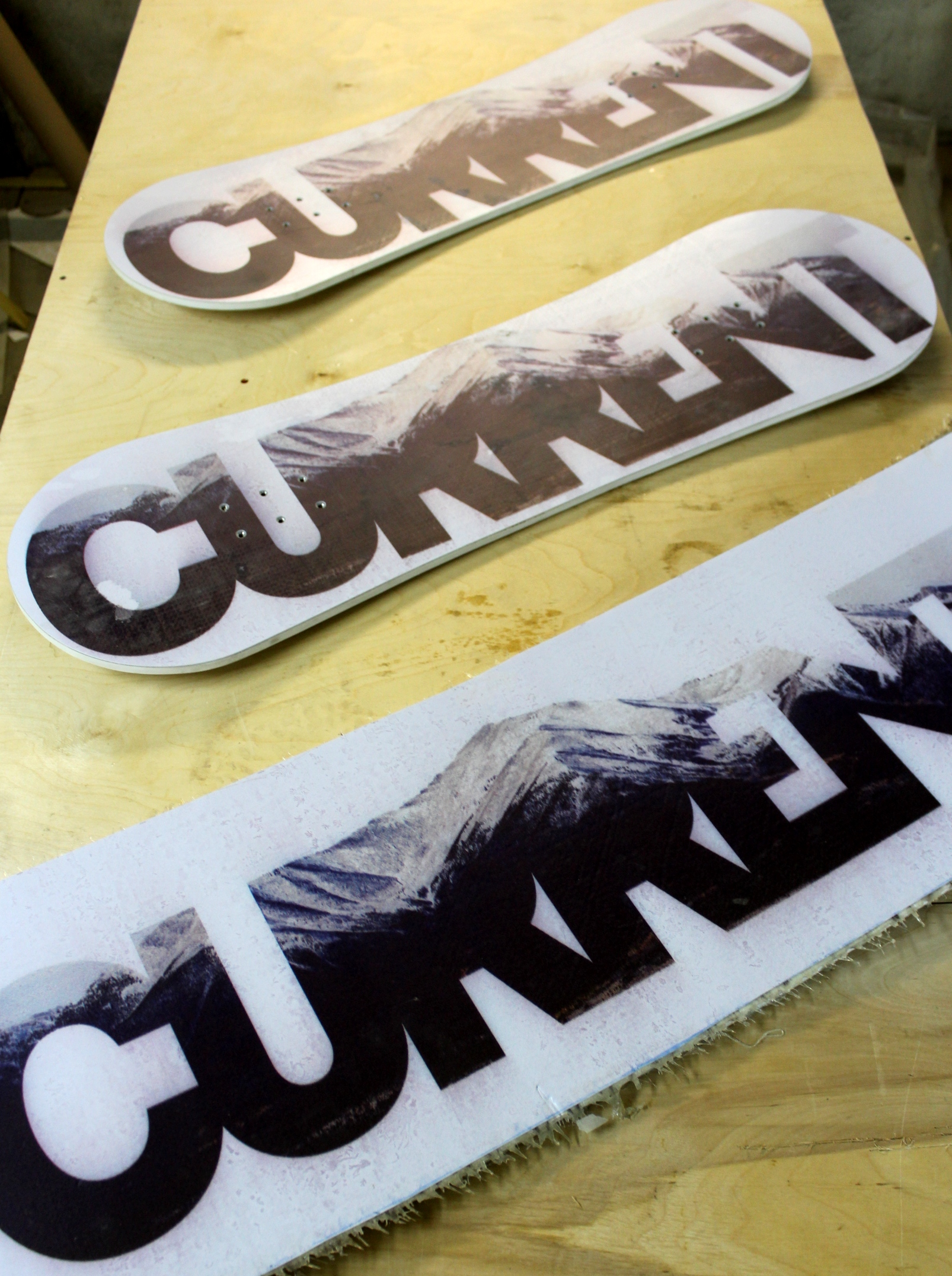
Current shortboard(доска для батута)

Система защиты сердечника FOP: бесшовная защита сердечника на основе каучуковых полимеров.

## Призы
В 2015 году проект Current Boards занял 3-е место в проекте Start-up Tour при поддержке фонда Сколково

## Упоминание в СМИ
- https://web.archive.org/web/20160304220542/http://zonatex.ru/blog/games/2125.html
- http://malina.am/News/boards996101 (недоступная+ссылка)
- http://zg66.ru/publications/society/3961-10-udivily-snoubordom-poluchily-milion-i-putevku-skolkovo.html (недоступная+ссылка)